# 蝶竹
蝶竹（学名：Phyllostachys nidularia f. vexillaris）为禾本科刚竹属篌竹下的一个变型，但也极可能只是篌竹的异名。